# 5-Nitroisochinolin
5-Nitroisochinolin ist eine heterocyclische chemische Verbindung, welche aus einem Isochinolingerüst besteht, das in 5-Position eine Nitrogruppe trägt.

## Darstellung
5-Nitroisochinolin kann durch Nitrierung von Isochinolin hergestellt werden, dabei wird Nitriersäure unter Entstehung eines Nitroniumions (NO2+) verwendet. Die Nitrierung läuft mit hoher Selektivität in der 5-Position ab. Diese Selektivität steht im Gegensatz zur geringen Selektivität der Nitrierung des isomeren Chinolins, aus welcher eine Mischung aus gleichen Teilen von 5- und 8-Nitrochinolin erhalten wird.

## Sicherheitshinweise
Im Brandfall können gefährliche Zersetzungsprodukte wie zum Beispiel Kohlenstoffoxide (COx) und Stickoxide (NOx) entstehen.